# Kanižarica
Kanížarica je rudarsko naselje v Občini Črnomelj. Nahaja se v zahodnem delu Bele krajine, na desnem bregu potoka Dobličica, ob cesti Črnomelj - Vinica, kjer se odcepi cesta proti Staremu trgu ob Kolpi.
Naselje leži med potokoma Dobličica in Srednjim potokom. Na desnem bregu Dobličice je zaselek »Okljuk«, blizu premogovnika pa zaselek »Stara kolonija«. H Kanižarici spada tudi bližnje naselje Romov.
Rudnik rjavega premoga je v postopku zapiranja. Na mestu premogovnika se razvija poslovno-industrijska cona. V južnem delu naselja je večja opekarna. 

## NOB
Zaradi sodelovanja poglavarja kanižarskih Romov z italijanskim okupatorjem so belokranjski partizani 19. julija 1942 iz njihovega naselja odpeljali 61 Romov in jih usmrtili.